# ماتوس
يعد ماطوس من أهم أبطال المقاومة في بلاد تامازغا بصفة عامة وليبيا الكبرى بصفة خاصة، فقد كان قائداً عسكرياً ليبياً محنكا في الجيش القرطاجي، وكان من المأجورين لمساندة حكومة قرطاج في خوض حروبها البونيقية ضد الرومان. بيد أن ماطوس سيثور ضد الدولة القرطاجية حينما عجزت الحكومة عن دفع مستحقاته المالية وأجور الجيشه الذي كان يشكل نواة الجيش القرطاجي. لأن القرطاجيين عندما نزلوا ضيوفا لدى الملك يارباس بتونس، اهتموا بالتجارة أولا والفلاحة ثانيا، ولم يهتموا بالجانب العسكري وتكوين جيش قوي كما هو حال أثينا اليونانية التي اهتمت بالفكر والثقافة والعلم فسحقتها إسبارطة سحقا شديدا.
وعلى عكس القرطاجنيين والأثينيين، فقد اهتم الرومان والوندال والبيزنطيون اهتماما كبيرا بالجانب الحربي قبل كل شيء. وهذا ما دفع القرطاجنيين لتشكيل جيش عسكري من المرتزقة جنوب الصحراء يقودهم المحارب البطل ماطوس الذي أظهر شجاعة كبيرة في مجال المعارك والحروب التي خاضتها قرطاجة ضد التوسع اليوناني في غرب حوض البحر الأبيض المتوسط، وضد الهجمات التي شنها الرومان لتطويق الوجود البونيقي في جنوب إيطاليا وخاصة في صقلية فسردينيا ثم تونس. لكن هذا القائد الذي تزعم ثورة طبقية وعسكرية ضد القرطاجيين البونيقيين سرعان ما سيخمدها القائد حملقار برقا لصالح الحكومة القرطاجية في تونس، وسيصلب ماطوس سنة 237 قبل الميلاد.

## السياق التاريخي لمقاومة ماتوس
عندما خرجت عليسة أميرة فينيقيا من مدينة صور بكنوزها التي ورثتها عن أبيها الملك خوفا من بطش أخيها أگمامنون، اختارت أن تتجه بسفنها المرافقة إلى قبرص أولا، فتونس ثانيا. واستطاعت أن تؤثر عاطفيا ووجدانيا على الملك الأمازيغي يارباس، وأن تقنعه بالاستقرار وسط الساكنة الأمازيغية، فاقتطعت لها بقعة أرضية صغيرة مقابل مبلغ من المال ودفع ضريبة سنوية للحكام الامازبغ كيرباس ويوفاس اللذين كانا يتنافسان حول نيل رضى الأميرة الفينيقية إليسا (عليسة).
ولما استقرت الجالية الفينيقية في تونس، بدأت في ممارسة أصول التجارة والاهتمام بالزراعة كما يدل على ذلك كتاب «موسوعة الفلاحة» لماغون القرطاجي. وبدأ الفينيقيون في التوسع والتمدين والإكثار من التشييد والعمران، فتم تأسيس الدولة القرطاجنية على أسس إدارية حديثة ومعطيات اقتصادية بناءة وقوية بسبب فائض الإنتاج الفلاحي وازدهار التجارة البحرية. فبدأت قرطاجنة في التوسع على حساب جيرانها من البرابرة، فتغيرت معاملتها مع الأهالي، فكانت تسيء إليهم، وتعاملهم بزراية واحتقار، وتشغلهم في أراضيها وسفنها، كما جندتهم في جيشها البري وأسطولها البحري. ويقول الباحث الليبي محمد بن مسعود في كتابه:«تاريخ ليبيا العام»: «وكان الفينيقيون يعتبرون أنفسهم غرباء عن البلاد. فلم يتعد نفوذهم داخل هذه المدن. وتركوا الليبيين يديرون شؤونهم حسب عاداتهم. ولما أصبحت قرطاجنة دولة عظيمة. استولت حوالي سنة 400 ق.م على المغرب كله من جبل طارق إلى سرت. فتغيرت حينئذ معاملتهم للطرابلسيين. وانقلبوا من جالية غريبة إلى أمة متسيطرة بقوتي البر والبحر.»
ويعني هذا، أن القرطاجنيين استعانوا بالساكنة الأمازيغية في مجال الفلاحة والملاحة والتجارة والحروب، لذا،" انخرط الأمازيغ في جيوش قرطاجة، وأصبحوا يشكلون نواة ميلشياتها العسكرية، ووقفوا إلى جانبها في صراعها مع دول المدن اليونانية، وطيلة الحروب البونيقية (264-146ق.م) التي تواجهت فيها مع روما الصاعدة، منذ احتلالها (أي روما) لجزيرة صقلية سنة 261ق.م.
ومع مرور الزمن توطدت العلاقات بين الأهالي البربر وسكان المدن البونيقية. فقد انبهر الأمراء النوميديون الذي أقام عدد كبير منهم في قرطاج، بحضارتها، وتزوجوا بنات طبقاتها النبيلة، وسموا أبناءهم بأسماء قرطاجية، وعبدوا آلهتها السامية، وحرضوا رعاياهم على العمل بأساليب ماغون الفلاحية."
بيد أن العلاقة الإيجابية التي كانت بين القرطاجيين والأمازيغ سرعان ماسيشوبها نوع من الكدر والحذر مع تطاول البونيقيين على الساكنة الأمازيغية. وسيسبب تغير معاملة القرطاجنيين مع الأهالي في انقلاب الوضع من واقع التأثر والتأثير إلى واقع المواجهة والصدمات المتكررة بين الأهالي والضيوف المتسلطين والمتباهين بقوتهم البرية والبحرية، والمتعجرفين بسلطتهم الاقتصادية والمالية.
لذا، ثار الأمازيغيون على القرطاجنيين في انتفاضات شعبية عدة، وواجهوهم في مواجهات كثيرة ومعارك أخمدت بسرعة. وفي هذا السياق التاريخي يقول الأستاذ محمد شفيق:«لكن واقع الأمر هو أن التعايش السلمي انقضى عهده بسبب رغبة قرطاجة في التوسع خارج مجالها البحري الذي منحت إياه عن رضى. فنشبت بينها وبين الأمازيغيين تحرشات ابتداء من مطلع القرن الرابع قبل الميلاد. فحاصروها حصارا شديدا سنة 396ق.م. واستغل الصقليون كل فرصة لإغراء أحد الطرفين بالآخر. وتطورت التحرشات إلى عداء وتباغض. فثار على قرطاجة جيشها، المؤلف في أغلبيته من» الأمازيغ«، بقيادة ماتوس سنة 241ق.م، ولم تعد المياه إلى مجاريها إلا بعد ثلاث سنوات من التناحر، سيطرت إثرها قرطاجة على الموقف.».
أضف إلى ذلك أن قرطاجة بعد أن كانت خاضعة للنفوذ الأمازيغي تعمل وفق شروط ملوكها وقوادها وحكامها، تدفع لهم سنويا الضرائب المتفق عليها بين الطرفين القرطاجني والبربري، فقد تغيرت الأمور مع ازدهار قرطاجنة اقتصاديا، وامتلاكها للقوة الحربية البرية والبحرية، وتحكمها في تجارة غرب حوض البحر الأبيض المتوسط، فتخلت قرطاجة عن التزاماتها الضريبية تجاه البرابرة، بل فرضت هي ضرائبها على سكان ليبيا ظلما وأجبرتهم على الجندية وامتهان الأعمال الشاقة.
وعليه، فقد" فرضت قرطاجة على المراكز الليبية ضرائب عالية: فنحن نعلم من تيتوس ليفيوس أن لبدة (مدينة ليبية) التي كانت مركزا ماليا إداريا لمنطقة تشمل أويا وصبراتة. كانت تدفع لقرطاجة ضريبة يومية مقدارها "تالنت" واحد أي مايعادل (224) جنيها إسترلينيا. وهو مبلغ كان يعادل ما يكسبه (2500)عامل في اليوم الواحد. وبالإضافة للضرائب النقدية كانت المحطات الفينيقية في ليبيا تدفع لقرطاجة ضرائب عينية ورسوما جمركية على صادراتها ووارداتها. كما كان عليها أن تقدم المحاربين والإمدادات لقرطاجة وقت الحرب. وزيادة على كل ما تقدم كان محظورا على تلك المستوطنات أن تحتفظ بأية قوات عسكرية أو بحرية خاصة بها.
ومن الناحية الأخرى، تركت قرطاجة تلك المستوطنات حرة في تصريف شؤونها الداخلية بما في ذلك التشريع والقضاء الذي كان ينحصر في أيدي أقلية من الأثرياء والأرستقراطيين على غرار النمط المتبع في قرطاجة ذاتها. ".
وبما أن القرطاجنيين شعب تجاري لايهتم سوى بالملاحة البحرية وتبادل السلع وممارسة الفلاحة، فإنه لكي يحافظ على وجوده في غرب المتوسط ويؤمن مصالحه وبقاءه الكينوني، كان عليه أن يعد جيشا جرارا ويدربه على أحسن النظم العسكرية لحماية مجاله الحيوي ويقف في وجه منافسيه من اليونانيين والرومان، لذا، عمدت قرطاجنة إلى الاستعانة بالأمازيغ وتجنيدهم في صفوف الجيش القرطاجي مقابل أجور تدفع لهم مقابل خدماتهم العسكرية واستبسالهم في المعارك الضارية. فحاربت بهم قرطاجنة الرومان برا وبحرا في ثلاث حروب بونيقية عاتية دامت مائة سنة، وقطع بهم حنا بعل جبال أوروپا ومرتفعات الألب لمحاصرة روما في عقر دارها. و«على هذا النحو، فإن قرطاجة ظلت سيدة النصف الغربي من البحر الأبيض المتوسط حتى بلغت روما أشدها وأدركت خطر قرطاجة عليها فدخلت معها في ثلاث حروب بونيقية انتهت سنة 146ق.م بتدمير قرطاجة وإزالتها من عالم الوجود في أبشع عدوان شنته أروپا على آسيا وإفريقيا ممثلتين في قرطاجة. وتجدر الإشارة هنا إلى أن الفينيقيين عامة والقرطاجيين خاصة لم يكونوا شعبا حربيا على نحو ماكان عليه الآشوريون وغيرهم من شعوب العالم القديم. وإنما كانوا شعبا تجاريا بحريا في الدرجة الأولى. وهذه الحقيقة توضح عدم إقامة قرطاجة لجيش وطني، إذ إن من المعروف أن محاربيها كانوا جلهم، إن لم نقل كلهم، من المرتزقة الليبيين وغيرهم، ولكنها كانت تخضع أولئك المرتزقة تحت تصرف قادة بارزين من أبنائها من مثل: حنا بعل.»
ونخلص من كل هذا أن الوجود الفينيقي«بدأ في شكل محطات تجارية شيدت على طول الساحل بدءا بسنة 101ق.م؛ وهي السنة التي تم فيها تأسيس مركز أوتيكة في خليج تونس . ثم، تطور- فيما بعد- حتى أضحى كيانا قريبا من الدولة، ثم دولة لها اعتبارها، فإمبراطورية عظمى؛ سيطرت على البحر الأبيض المتوسط بكامله. مع العلم أنهم ظلوا يقدمون الضرائب السنوية للأمازيغ أو الليبيين طيلة ثلاثة قرون ونصف. وعندما استفحل أمرهم، وجد الأمازيغ أنفسهم تحت سلطان من كانوا تحت حمايتهم. ولما كان الفينيقيون في قرطاجة يعيشون في ظل مؤسسات الدولة المنظمة؛ فقد تفوقوا على الأعداد الهائلة من الأمازيغ، واستخدموهم، وسخروهم لمصالحهم، مصالح دولتهم، كمقاتلين وكعمال وكمستهلكين لبضائعهم. وعلى الرغم من الفترة الزمنية الطويلة التي استوطنوا خلالها بلاد الليبيين، فإنهم ظلوا متقوقعين على أنفسهم، وحريصين على ضمان عدم اختراق الأمازيغ لمجتمعهم المحصن بالنظم الأرستقراطية المنيعة.»
وهكذا، فالقرطاجنيون بمنعهم لأجور الجنود الأمازيغ وإساءتهم للأهالي سيسببون في إشعال ثورات اجتماعية وعسكرية أمازيغية ستودي بهم إلى الهلاك والفناء، وستضع حدا نهائيا لتواجدهم فوق تراب شمال أفريقيا .

## نشوب مقاومة ماتوس
خاضت قرطاجنة مع الرومان حروبا بونيقية ثلاث، فكان الانتصار مرة للرومان ومرة للقرطاجنيين، وفي المرة الأخيرة كان الانتصار حليف الرومان الذين دخلوا قرطاجنة، فدكوها دكا بمساعدة الأمازيغ الأشاوس ولاسيما القائد المحنك ماسينيسا.
هذا، وقد كانت لهذه الحروب البونيقية التي دامت سنوات عدة تربو على المائة سنة آثارا سيئة على الإمبراطوريتين: روما وقرطاجة على جميع النواحي والمجالات والأصعدة. فقد أثرت الحروب البونيقية سلبا على الاقتصاد القرطاجني ومالية الحكومة البونيقية، فلم تستطع قرطاج تأمين مواردها ودفع أجور جنودها من الأهالي؛ مما اضطرت قرطاجنة إلى تسريح أعداد كثيرة من الجيش الليبي الأمازيغي تحت ضغط الضائقة المالية. وفي هذا الصدد يقول شارل أندري جوليان:«لقد كانت رومة وقرطاج في حاجة إلى المال في ذلك الوقت، وكانت روما تسمي العدد الكبير من القواد بحسب المكايد السياسية. أما قرطاج فقد كانت واثقة من عبقرية عبد ملقرط البرقي (ربما المقصود به هاميلكار البرقي) وحده، وطالت العمليات الحربية من غير أن تتراءى النتيجة. إلا أن استعمار الرومان العسكري كان أثبت وأطول نفسا من استعمار قرطاج التجاري فسعت روما إلى بلوغ هدفها بواسطة البحر، وطلبت من طبقة النبلاء تجهيز 200 سفينة خماسية هجمت بها على» طرابنة«وحطمت أو حجزت مجموعة من مراكب التموين البونيقية قرب جزر» أغادي«(10 مارس 241). ولم يكن لقرطاج مال كثير أو جيوش كافية فقبلت التصالح، ورضيت بالجلاء عن صقلية والجزر التي بين صقلية وإيطاليا (ليباري من دون شك) وبدفع غرامة حربية تقدربـــ3200 وزنة أوبية أقساطا مدة عشر سنين».
وقد سببت هذه الهزيمة الحربية في انهيار الاقتصاد القرطاجني وتوافد أعداد كثيرة من الجنود الأمازيغيين الذين عادوا من صقلية والمستعمرات الأخرى التي تنازلت عنها قرطاج لصالح روما، فسبب هذا التوافد في تأزيم خزينة الدولة العاجزة عن تسديد التزاماتها المالية تجاه الجنود العائدين؛ فسرحت الحكومة المحاربين البربر، فكان هذا القرار الجائر سببا مباشرا في اندلاع ثورة المرتزقة التي كان يقودها ماتوس.
وعليه، فقد " خسرت قرطاج من جراء هذه الحرب 500 سفينة، وحرمت من مواردها الجمركية. فلما توافد عليها العشرون ألفا من المرتزقة الذين كانوا في صقلية لم تستطع أن تدفع لهم ثمن القمح الذي استهلكوه، وإلى هؤلاء الذين نغلت قلوبهم عليها انضم الليبيون وقد أضنتهم الحرب من بدايتها. ثم، إنه وقع حجز نصف الصابة وزج في السجن بجميع من عجزوا عن الدفع وصلب 3000 من إخوانهم الذين فروا من الجندية؛ لأنهم أبوا أن يخدموا قضية ليس لهم فيها ناقة ولا جمل. فنشأت أزمة عن هذا الحقد المشترك على الظالم طبعت طيلة ثلاث سنين وأربعة أشهر بطابع الحرب الطبقية، وقد ضحت النساء الأمازيغيات بحليهن في سبيل الحرية، وظهر القادة من صفوف الثوار ولم تعرف الحرب هوادة.
وماتوس الليبي هو الذي أشعل نار الثورة، فاستجاب لندائه الحضر والبدو وسرعان ما التف حوله سبعون ألفا من الرجال يحدوهم نفس الحماس، وعينت قرطاج " حانون" لمقاومتهم وكأنها أرادت أن تتحداهم لأن ألأفارقة كانوا لايكرهون رجلا كما كانوا يكرهونه، ولم يقدر " حانون" على منعهم من احتلال البرزخ الفاصل بين قرطاج وتونس سنة 240ق.م ومحاصرة أوتيكة وبنزرت."
ولم يشعل ماتوس في الحقيقة الثورة ضد القرطاجنيين إلا للدفاع عن الهوية الأمازيغية والكينونة الأمازيغية والوقوف في وجه الظلم والابتزاز والاستغلال وتسريح الجنود الذين خدموا قرطاجنة أيما خدمة أثناء التصدي للغزاة الرومان في حروب بونيقية فظيعة أتت على اليابس والأخضر. لكن الحكومة القرطاجنية عاملت المنتفضين بوحشية وقسوة ودفعتهم في حروب ضد روما لم يكن للأمازيغ لهم فيها ناقة ولاجمل. كل هذه الحيثيات جعلت ماتوس يقود حملته العسكرية وثورته الشعبية التي كانت مدعمة من قبل الأهالي، تشارك فيها النساء الأمازيغيات بكل ما يملكن من حلي وأدوات الزينة من أجل الدفاع عن موقف أزواجهن ضد الجبروت القرطاجي. فحاصر ماتوس المدن الإستراتيجية التابعة لقرطاجنة؛ فشكلت ثورته خطرا على الحكومة البونيقية في قرطاج، واستمرت العداوة متأججة بين الطرفين، واستمرت الحروب ناشبة بين قرطاجة والأمازيغ المناضلين مدة طويلة، فاتخذت المناوشات والمعارك صبغة صراع اجتماعي طبقي بين الأمازيغ المنهكين بالفقر والجوع، والأثرياء القرطاجنيين الذين استحوذوا على خيرات البلاد كلها، وتركوا الأهالي يموتون فاقة وسغبا. كما اتخذت الانتفاضة الشعبية التي شارك فيها أهل القرى والمدن صبغة عسكرية؛ لكونها كانت تحت لواء قائد عسكري هو ماتوس الذي استطاع أن يضغط على العاصمة، وأن يشكل بانتفاضته العارمة خطرا حقيقيا على الوجود الفينيقي في شمال أفريقيا.
بيد أن قرطاج عينت حانون الذي فشل في التصدي للثوار، فعينت بدله القائد الداهية هاميلكار (عبد ملقرط البرقي) الذي نجح في إخماد الثورة وتحقيق الانتصار على ماتوس؛ بسبب خيانة الأهالي لمبادئ الثورة الشعبية الأمازيغية الماتوسية، وانساقوا مع وعود هاميلكارالواهمة وتسويفاته السرابية .
وهنا أفتح قوسا لأقول بكل مضض وأسف شديدين بأن هناك نقطة مشينة سودت تاريخ الأمازيغ منذ القديم إلى فترتنا هذه ألا وهي خيانة الأمازيغ لبعضهم البعض، وضرب الأعداء للمقاومين الأمازيغ بإخوانهم الأمازيغ، وهذا ما سيلتجئ إليه الرومان والوندال والبيزنطيون والغزاة الآخرون إلى يومنا هذا. وقد تغلغل سلوك الخيانة في دماء الأمازيغيين حتى أصبح بصمة وراثية يتوارثها الأبناء عن الآباء، والأحفاد عن الأجداد، والأخلاف عن الأسلاف.
وبناء على ماسبق، فقد «اضطرت قرطاج إلى الاستنجاد – حسب أندري جوليان- بعبد ملقرط البرقي رغم أنها كانت تشك في إخلاصه. ففك الحصار عن أوتيكة، وأجبر العدو على الفرار. ولكن الذي أنقذ قرطاج هو في الحقيقة منافسات الأهالي التي عطلت دائما ماكانوا يبذلونه من مجهود للتحرر. وقد أمده الأمير والقائد الأمازيغي نارافاس بعون الفرسان النوميديين، ومكنه بذلك من الانتصار على المرتزقة وحاول عبد ملقرط البرقي حينئذ تفريق صفوف الأعداء بالإكثار من الوعود، فرد المرتزقة الفعل بإبادة أعيان قرطاج وبذلك بدأت الحرب الضروس.»
وقد قامت روما بدور مزدوج ومقنع، فهي ساهمت في تأجيج ثورة ماتوس ومساعدة انتفاضته الشعبية ذات البعد العسكري والاجتماعي، لأن هدفها من تدخلها في شؤون قرطاج هو إضعاف الحكومة المعادية وضربها في الصميم لدفعها أكثر لتقديم غرامات مالية أخرى لروما ، وإلا ستعلن هذه الأخيرة الحرب من جديد ضدها، وستغزوها داخل عقر دارها.
كما ستعمل روما بعد تحقيق مصالحها والحصول على الغرامات المالية من عدوتها اللدودة قرطاجة على التحالف معها لضرب القوات الأمازيغية الثائرة لكي لا يحظى الأمازيغيون بسلطة الحكم وحرية الاستقلال، وبالتالي، التمرد عن حكومة روما كما هو واقع مع مقاوم آخر سيعقب ماتوس هو الملك ماسينيسا.
وهكذا، فقد لعبت روما «على حبلين، فبعد أن زود تجارها الثوار، طالبت قرطاج بتسليم كرسيكا وسردينيا ودفع غرامة أخرى تقدر بــ1200 وزنة أوبية بعد أن هددتها بحرب جديدة سنة 241. ثم هي بعد أن نجحت في مساومتها رخصت للبونيقيين في تجنيد المرتزقة بإيطاليا وسهلت عليهم التموين، بينما حجرته على المرتزقة والليبيين وزود هيرون من جهته قرطاج، بحيث تألب حماة النظام القائم جميعهم على الثوار حوالي 239.»
ومن أهم نتائج تحالف قرطاج مع روما وبعض الخونة من الأهالي الليبيين، أن حاصر هاميلكار الثورة الشعبية الأمازيغية، ليتخلص بعد ذلك من عدوه ماتوس لتنتهي المقاومة الأمازيغية المريرة والشديدة من حيث الآثار على قرطاج، ولكن هذه المقاومة ستعقبها مقاومات أمازيغية أخرى خطيرة سيشعلها الأمازيغ ضد التواجد القرطاجني والروماني على حد سواء من قبل بعض الملوك الأبطال كماسينيسا وصيفاقس ويوبا الأول ويوغرطة وتاكفاريناس....
وعليه، فعندما«تخلصت قرطاج من جميع مشاغلها الخارجية وكسبت حتى إعانة أعدائها بالأمس أتيح لها أن تضرب ضربتها الحاسمة، فطوق عبد ملقرط البرقي المرتزقة في فج المنشار (بين الحمامات وزغلوان)، وانهزم الليبيون في لمطة (leptis Minor) رغم أنهم كانوا أشد مقاومة من المرتزقة، وصلب ماتوس ثم سلمت مدينة أوتيك وبنزرت أمرهما إلى الغالب سنة 237ق.م».
وهكذا، انتهت مقاومة ماتوس الاجتماعية والعسكرية بصلب انتفاضته المشروعة، وماكانت لهذه الثورة الشعبية المتأججة لتخمد ذبالتها المتوهجة ثورة وصمودا وتحديا إلا بالخيانة والتحالف القرطاجني الروماني القائم على تبادل المصالح والمنافع من أجل تطويق المقاومة الأمازيغية ومحاصرتها دائما للحد من جموح البرابرة ومنعهم دائما من التحرر والاستقلال.

## نتائج مقاومة ماتوس
يمكن القول بأن مقاومة ماتوس في اعتقادنا هي من المقاومات الأولى التي استهدفت التصدي للعداة الأجانب في شمال أفريقيا إلى جانب محاولة يارباس ويوفاس وشيشنيق وماسينيسا. وقد بدأت المقاومة الأمازيغية مع فترة التصدي للهجمات الفرعونية وخاصة في عهد رمسيس الثالث عشر وظهور الأسرة الثانية والعشرين مع الملك شيشنيق، ومع التواجد الفينيقي في قرطاج الذي أفرز بسبب ظلمه للأمازيغ والاستهانة بالأهالي الليبيين مجموعة من الثورات الشعبية ذات صبغة طبقية وعسكرية كانت لها مخلفات دامية خاصة في عهد ماتوس وماسينيسا.
ومن ثم، ستكون نهاية مقاومة ماتوس المصلوبة بداية لاشتعال المقاومة الأمازيغية العارمة في شمال أفريقيا ، والتي ستنتقل نارها من ليبيا وتونس إلى نوميديا (الجزائر) وموريطانيا وطنجة القيصرية (المغرب)، لتفتح هذه المقاومة عدة جبهات متنوعة ضد غزاة معتدين متنوعين.